# HD 100203
HD 100203，又名BD+61 1246，SAO 15542、HR 4439，是一颗恒星，视星等为5.48，位于銀經138.9，銀緯53.52，其B1900.0坐标为赤經11h 26m 41s，赤緯+61° 53.52′ 11″。